# Станичное (Сладковский район)
Станичное — село в Сладковском районе Тюменской области России. Входит в состав Маслянского сельского поселения.

## История
До 1917 года входило в состав Маслянской волости Ишимского уезда Тюменской губернии. По данным на 1926 год состояло из 57 хозяйств. В административном отношении являлось центром Станиченского сельсовета Сладковского района Ишимского округа Уральской области.

## Население
| 2010 |
| ---- |
| 41   |

По данным переписи 1926 года в селе проживало 247 человек (125 мужчин и 122 женщины), в том числе: русские составляли 99 % населения.
Согласно результатам переписи 2002 года, в национальной структуре населения русские составляли 91 % из 44 чел.